# Joseph Tokic
Joseph Tokić (Lakemba, Sydney, 1972.-), rodom iz Sydneya, Australija. U svojoj 16. godini zadobio je ranu od vatrenog oružja u vrat kada je sudjelovao u prosvjedu ispred Jugoslavenskog konzulata u Sydneyu, 27. studenog 1988., dva dana prije Dan Republike Jugoslavije. Tokom protesta ispred zgrade konzulata koje se nalazilo u elitnom sydneyskom predgrađu Woollahra skupilo se oko 1500 Hrvata iz Sydneya. Kada se mnoštvo skupilo ispred glavne ograde konzulata nekolicina mladih je preskočila ogradu konzulata u nastojanju da se domognu jugoslavenske zastave. Vidjevši ovo službenik osiguranja konzulata koji je kasnije bio identificiran Zoran Matijaš pucao je iz službenog pištolja ranivši Joe Tokića u vrat.  Australske vlasti uložile su oštar protest jugoslavenskoj vladi, i zahtijevali su izručenje Zorana Matijaša do isteka 1. prosinca 1988. Pošto jugoslavenska vlada nije htjela ispuniti zahtjev australske vlade, tadašnji australski ministar vanjskih poslova Gareth Evans izdao je naredbu zatvaranja jugoslavenskog konzulata u Sydneyu 2. prosinca 1988. Svo osoblje konzulata i njihove obitelji morale su napustiti australsko tlo
Metak koji je Joe Tokić ušao u vrat, prošao mu je kroz grlo, prošlo je pokraj žile kucavice i zaustavio je ispred njegove kralježnice. Razni pokušaji da se metak izvadi nisu prošli s uspjehom. Joseph Tokić i dan danas nosi metak u svom vratu, koji mu zadaje zdravstvene probleme. Ranjavanje Joe Tokića moglo se gledati kao uvertiru na događaje koji su kasnije sljedili u Hrvatskoj.